# Cogeces del Monte (kommun)
Cogeces del Monte är en kommun i Spanien.   Den ligger i provinsen Provincia de Valladolid och regionen Kastilien och Leon, i den centrala delen av landet, 140 km norr om huvudstaden Madrid. Antalet invånare är 813.